# الناحية المركزية (مقاطعة أبيك)
الناحية المركزية لمقاطعة أبيك (بالفارسية: بخش مرکزی شهرستان آبیک) هي ناحية (بخش) في مقاطعة أبيك التابعة لمحافظة قزوين في إيران. بلغ عدد سكانها في تعداد 2006م 68350 نسمة، يتوزعون على 17911 أسرة. الناحية بها مدينة واحدة: أبيك. يوجد في الناحية ثلاث مناطق ريفية: قسم كوهباية الغربي الريفي وقسم كوهباية الشرقي الريفي وقسم زياران الريفي.